# Колдуэлл, Сара
Сара Колдуэлл (англ. Sarah Caldwell; 6 марта 1924 — 23 марта 2006) — американский оперный дирижёр.
Колдуэлл родилась в Мэривилле, штат Миссури, и выросла в Фейетвилле, штат Арканзас. Была музыкантом-вундеркиндом: концертировала как скрипач с 10 лет, окончила среднюю школу в 14. Училась в Университете штата Арканзас и в Консерватории Новой Англии (как альтист). В 1946 году она получила стипендию в Тэнглвудском музыкальном центре. В 1947 г. дебютировала как дирижёр. В течение 11 лет она была главной помощницей Бориса Голдовского. Колдуэлл переехала в Бостон, штат Массачусетс, в 1952 году, где возглавила оперную студию Бостонского университета, а в 1957 г. основала в оперный театр «Opera Company of Boston», в котором на протяжении его 33-летнего существования были с успехом поставлены многие редкие и трудные произведения, в том числе оперы А.Шёнберга, А.Берга, С. С. Прокофьева и др. В 1975 году Колдуэлл получила степень доктора философии в колледже Бейтса. В 1976 г. Колдуэлл стала первой женщиной, дирижировавшей в «Метрополитен Опера». В 1990-е годы главный приглашённый дирижёр Уральского филармонического оркестра (Екатеринбург). Саре Колдуэлл принадлежит получившая известность фраза: «Если в этой стране можно продать зелёную зубную пасту, то можно продать и оперу».